# 15599 Richardlarson
A 15599 Richardlarson (ideiglenes jelöléssel 2000 GF99) a Naprendszer kisbolygóövében található aszteroida. A LINEAR projekt keretében fedezték fel 2000. április 7-én.